# James Shannon
James Patrick Shannon (ur. 16 lutego 1921 w South St. Paul, zm. 28 sierpnia 2003 w Wayzacie) – amerykański duchowny rzymskokatolicki, biskup pomocniczy archidiecezji Saint Paul i Minneapolis w latach 1965–1968.
Ukończył studia na Uniwersytecie Yale. Od 1946 był kapłanem archidiecezji Saint Paul i Minneapolis. Należał do czołowych postaci katolickiego szkolnictwa wyższego w Stanach Zjednoczonych Ameryki lat 50. i 60. XX wieku. Pełnił funkcję przewodniczącego Kolegium św. Tomasza w Saint Paul. Udzielał się publicznie. Popierał wystąpienia Martina Luthera Kinga i sprzeciwił się zaangażowaniu armii amerykańskiej w Wietnamie. 
W 1965 został mianowany biskupem tytularnym Lacubazy i sufraganem archidiecezji Saint Paul i Minneapolis. Jako charyzmatyczny teolog katolicki o poglądach reformatorskich uczestniczył w pracach czwartej sesji Soboru Watykańskiego II. Z czasem zaczął udzielać się w mediach amerykańskich, gdzie przedstawiał swoje poglądy liberalne. W 1968 na znak protestu wobec papieskiej encykliki Humanae Vitae złożył urząd biskupi i porzucił stan kapłański. Ożenił się. Popadł w ekskomunikę.
Na kilka lat przed śmiercią pojednał się z Kościołem rzymskokatolickim. Zmarł jako katolik.